# Ilha Ouellette
A Ilha Ouellette é uma ilha a 0,9 km (0,49 m.n.) a oeste da Ilha Howard, na parte sul das Ilhas Joubin. Recebeu esse nome do US-ACAN em homenagem a Gerard L. Ouellette, um chefe de máquinas no navio Hero, durante a primeira viagem deste até a Antártida e a Estação Palmer em 1968.